# جان کاتون
جان کاتون (انگلیسی: John Cotton؛ زادهٔ ۳۰ نوامبر ۱۹۷۰) بازیکن بیس‌بال اهل ایالات متحده آمریکا بود.
وی در مسابقات کشوری و بین‌المللی در مجموع برندهٔ ۱ مدال طلا شده‌است.